# Ordînți, Pohrebîșce
Ordînți (în ucraineană Ординці) este un sat în comuna Levkivka din raionul Pohrebîșce, regiunea Vinnița, Ucraina.

## Demografie
Componența lingvistică a localității Ordînți
     Ucraineană (99,2%)
     Alte limbi (0,8%)
Conform recensământului din 2001, majoritatea populației localității Ordînți era vorbitoare de ucraineană (99,2%), existând în minoritate și vorbitori de alte limbi.